# 1993年第一号热带低气压
第一号热带低气压（英語：Tropical Depression One）是1993年5月底至6月初袭击古巴和巴哈马的弱热带气旋，也是1993年大西洋飓风形成的第一个热带气旋。系统于5月31日在西加勒比海形成，沿途普降暴雨。气旋在古巴产生的降雨量高达315毫米，在9个省引发大面积洪灾和破坏。受损房屋超过1万6500套，还有1860套被毁，该国至少有7人丧生。邻近的海地也有13人死于洪灾，另有数以千计的牧畜死亡。远至佛罗里达州都出现降水，当地旱情因此得到缓解。低气压最终穿越巴哈马，转变成温带气旋。

## 气象历史
第一号热带低气压源自5月13日离开非洲海岸的一股东风波。系统先后穿越大西洋和加勒比海，于5月25日抵达尤卡坦半岛以东海域。东风波同中美洲上空的季风类环流相互影响，在墨西哥科苏梅尔岛附近发展出广阔的下层环流。随着系统不断组织，该洋面的气压也逐渐下降，美国国家飓风中心于5月31日把位于青年岛附近的天气系统归类为第一号热带低气压。因风切变影响，系统成为热带气旋时，其环流正位于对流的西北方向。
受北侧逐渐逼近的短波槽影响，气旋存在期间一直在向东北方向移动。5月31日晚，低气压杂乱无章的中心穿过古巴西部，虽然产生的风力不大，但雨量却相当可观。到气旋环流抵达佛罗里达海峡时，对流已经与之分离，环流因此暴露在外，不过气象机构预计系统还是会有小幅强化。低气压加速向东北方向穿越巴哈马，从拿骚近海掠过。根据飓风猎人侦察机的观测数据，气象部门判断气旋内远离中心的位置有较强风力保持，气压则降至999毫巴（百帕，29.5英寸汞柱）。但到了6月2日，飞入气旋的侦察机已难以定位到任何环流。美国国家飓风中心于当天宣布风暴已转变成温带气旋，因此停止针对系统发布公告。成为温带风暴后，气旋略有强化，达到烈风强度，一直持续到6月3日清晨再完全消散。

## 防灾措施和影响

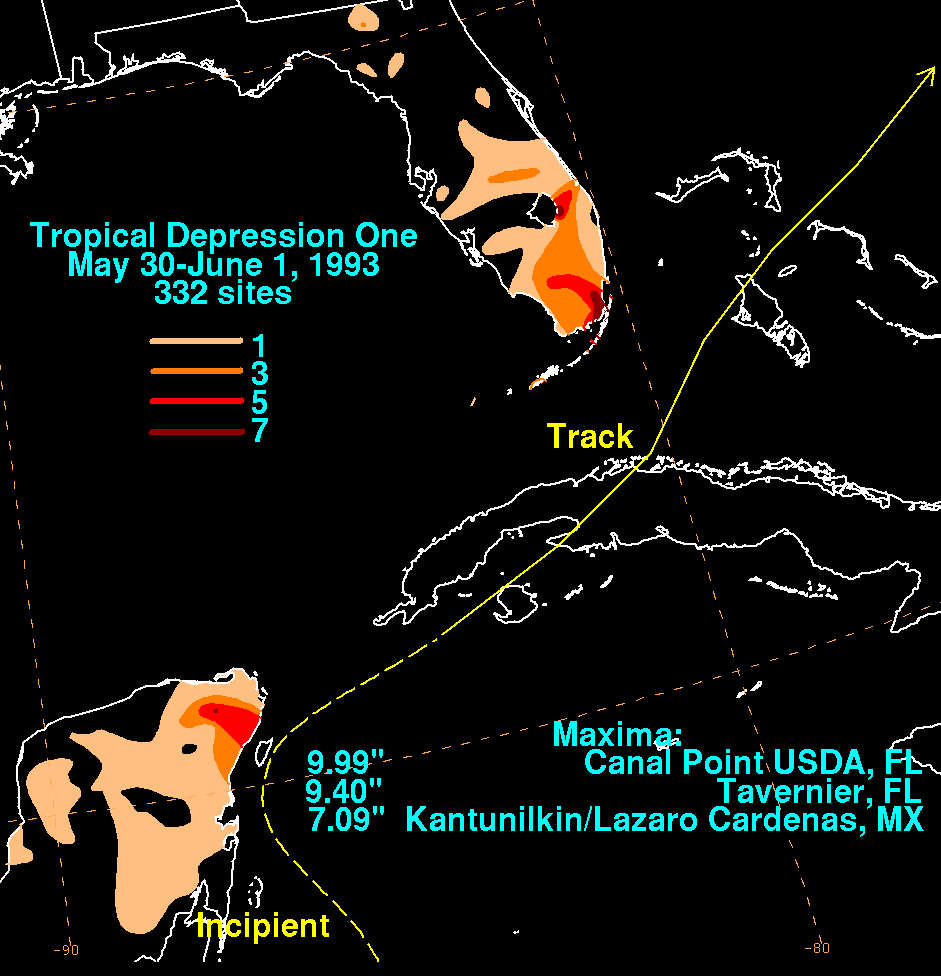
第一号热带低气压在墨西哥和佛罗里达州的降水分布

美国国家飓风中心在发布针对热带低气压的首份公告时特别强调，牙买加、古巴、海地、佛罗里达州南部和巴哈马很可能降下暴雨。该机构还建议古巴和开曼群岛的小型船只留在港口内，不要出海。佛罗里达州曾于9个月前受到飓风安德鲁的毁灭性打击，第一号热带低气压则是安德鲁过后对该州南部构成威胁的第一个热带气旋，不过有关部门表示，气旋风速不高，无需过分担忧。
气旋的前身在尤卡坦半岛产生局部暴雨，并以金塔纳罗奥州的拉萨罗卡德纳斯（Lázaro Cárdenas）降雨量最高，达到180毫米。低气压还令古巴东部和中部普降暴雨，并以科扬特斯峰测得的雨量最高，达315毫米。维多利亚-德拉斯图纳斯的24小时降雨量就有218毫米，创下新的纪录。暴雨引起多地河流和湖泊泛滥，部分地区居民只能爬上自家屋顶等待救援。古巴各省官员强制疏散约4万居民，该国各地共有1860套民宅被毁，另有1万6500套受损。圣地亚哥省的多条山区公路因洪水封闭，拉斯图纳斯省的铁路线也受到破坏。两个月前，古巴刚刚受到世纪风暴重创，此次来袭的热带低气压再度对大范围农作物构成破坏，还有87家食糖生产中心因洪灾受损。据报纸在气旋离岛次日报道，风暴在古巴共计导致7人丧生，另有5人失踪。低气压过境后，古巴政府启动民防部门运作，国家救济部门面向所有受洪水影响的灾民提供救助。
第一号热带低气压还在沿途的牙买加、伊斯帕尼奥拉岛和佛罗里达州南部降下暴雨。降水在海地致使13人遇难，还有数以千计的牲畜死亡。佛罗里达州以奥基乔比湖附近的棕榈滩县小镇卡纳尔角（Canal Point）降雨量最高，达254毫米。门罗县的塔弗尼尔（Tavernier）也有239毫米，令当地整体旱情得以缓解。